# Андон Паскалев
Андон Паскалев е български революционер, деец на Вътрешната македоно-одринска революционна организация и на Вътрешната македонска революционна организация.

## Биография
Андон Паскалев е роден през 1889 година в град Охрид, тогава в Османската империя, днес в Северна Македония. Присъединява се към ВМОРО и през 1912 година влиза в четата на Панайот Карамфилович, която обикаля Поройско и Петричко. При избухването на Балканската война е доброволец в Македоно-одринското опълчение и служи в Поройската и Серската чета, а по-късно във 2-ра рота, 13-а кукушка дружина. Награден е с орден „За храброст“. През Първата световна война води собствена чета в разгромена Сърбия. След войната участва в дейността на възстановената ВМРО. На 23 февруари 1933 година е убит в София от представители на михайловисткото крило в организацията.